# Vương An Vũ
Vương An Vũ (tiếng Trung: 王安宇; bính âm: Wáng Ān Yǔ, sinh ngày 3 tháng 2 năm 1998) là một nam diễn viên người Trung Quốc trực thuộc công ty Giải trí Nhất Tâm. Anh được biết đến thông qua các vai diễn như Tưởng Chính Hàn trong bộ phim Trăm Năm Hòa Hợp Ước Định Một Lời , Đoàn Vũ Thành trong bộ phim Con Đường Rực Lửa . Mới đây nhất là vai diễn Cổ Tấn / Nguyên Khởi trong Thần Ẩn.

## Tiểu sử
Vương An Vũ được sinh ra tại thành phố cấp huyện Dư Diêu, thành phố Ninh Ba của tỉnh Chiết Giang. Anh học tại Đại Học Truyền thông Trung Quốc chuyên ngành MC, từng đạt 614 điểm trong kì thi Đại học.

## Sự nghiệp
Năm 2016, anh tham gia Hồ Bắc Vệ Thị với tiết mục Dương Quang Nghệ Thể Năng (阳光艺体能).
Tháng 08 năm 2018 chính thức xuất đạo.
Năm 2019, anh tham gia bộ phim cổ trang cung đình Mộng Hồi (梦回) với vai Thập Tam a ca Ái Tân Giác La Dận Tường của Khang Hi Đế. Cũng từ bộ phim này, anh được đông đảo khán giả biết đến hơn với vẻ ngoài thư sinh điển trai thủ vai Thập Tam a ca si tình.
Cùng năm anh tham gia bộ phim Thiếu Nữ Toả Sáng (闪光少女) với vai diễn Phùng An Vũ (冯安宇).
Tháng 11 năm 2019, tham gia bộ phim thanh xuân vườn trường Trăm Năm Hoà Hợp, Ước Định Một Lời (百岁之好, 一言为定) được chuyển thể từ tiểu thuyết cùng tên của tác giả Tố Quang Đồng (素光同) với vai chính Tưởng Chính Hàn (蒋正寒).
Ngày 15 tháng 12 năm 2021, bộ phim thể loại hiện đại " Sí Đạo / Con Đường Rực Lửa " do Vương An Vũ và Kim Thần đóng chính chính thức khai máy ở Hạ Môn, thời gian quay 100 ngày.
Ngày 29 tháng 09 năm 2022 , bộ phim thể loại hiện đại " Sí Đạo / Con Đường Rực Lửa " do Vương An Vũ và Kim Thần đóng chính chính thức lên sóng trên Youku .
Ngày 11 tháng 12 năm 2023 , bộ phim tiên hiệp cổ trang huyền huyễn " Thần Ẩn ( 神隐 ) " chuyển thể từ tác phẩm cùng tên của tác giả Tinh Linh do Vương An Vũ và Triệu Lộ Tư đóng chính chính thức lên sóng trên nền tảng Wetv, Mango tv .

## Danh sách phim
| Năm  | Tên phim                           | Tên gốc                  | Vai diễn                  | Ghi chú                                                                                     |
| ---- | ---------------------------------- | ------------------------ | ------------------------- | ------------------------------------------------------------------------------------------- |
| 2019 | Mộng Hồi                           | 梦回                     | Thập tam a ca Dận Tường   | Vai chính, đóng với Lý Lan Địch                                                             |
| 2019 | Thiếu Nữ Toả Sáng                  | 闪光少女)                | Phùng An Vũ (冯安宇)      | Vai chính                                                                                   |
| 2020 | Hai Mươi Bất Hoặc                  | 二十不惑                 | Đoạn Chân Vũ (段振宇)     |                                                                                             |
| 2020 | Nữ Thế Tử                          | 女世子                   | Vương Trọng Ngọc (王仲钰) |                                                                                             |
| 2020 | Trăm Năm Hoà Hợp, Ước Định Một Lời | 百岁之好, 一言为定       | Tưởng Chính Hàn (蒋正寒)  | Vai chính (Chuyển thể từ tiểu thuyết cùng tên) đóng với Hướng Hàm Chi                       |
| 2021 | Mật Thất Vây Cá Lội                | 親愛的，摯愛的           | 沈哲(Grunt)               |                                                                                             |
| 2021 | Cùng Em Bay Lượn Theo Gió          | 陪你逐风飞翔             | Thiệu Bắc Sênh (邵北笙)   | Vai chính, đóng với Tống Tổ Nhi                                                             |
| 2022 | Con Đường Rực Lửa ( Sí Đạo )       | 炽道 / Falling Into You  | Đoàn Vũ Thành             | Vai chính ( Chuyển thể từ tiểu thuyết cùng tên của tác giả Twentine ) đóng với Kim Thần     |
| 2023 | Thần Ẩn                            | 神隐 / The Last Immortal | Cổ Tấn / Nguyên Khởi      | Vai chính ( Chuyển thể từ tiểu thuyết cùng tên của tác giả Tinh Linh ) đóng với Triệu Lộ Tư |
| TBA  | Hai Mươi Bất Hoặc 2                | 二十不惑2                |                           |                                                                                             |
| TBA  | Hoan Lạc Tụng 3                    |                          |                           |                                                                                             |
| TBA  | Vai Trái Có Cậu                    | 左肩有你                 | Cố Phi (顾飞)             | Vai chính, đóng với Phạm Thừa Thừa. Phim chuyển thể từ tiểu thuyết "Tát Dã".                |

## Chương trình tạp kĩ
| Thời gian  | Tên Chương Trình                   | Tên Gốc           | Ghi Chú                                                                         |
| ---------- | ---------------------------------- | ----------------- | ------------------------------------------------------------------------------- |
| 2016-09-25 | Sunshine Arts and Physical Fitness | 阳光艺体能        | Chương trình tạp kỹ thi đấu thể thao                                            |
| 2018       | Kabedon Big Star Interview         | 壁咚大明星        |                                                                                 |
| 2018-07-07 | The Coming One 2                   | 明日之子第二季    | Người chơi track Shengshi Moyin, biểu diễn bài hát "City Of Stars"              |
| 2019-3-17  | 我和我的经纪人                     | 我和我的经纪人    |                                                                                 |
| 2020-9-17  | SUPER PENGUIN LEAGUE               | 超级企鹅联盟      | Là thành viên của Hiệp sĩ bóng đêm và được bầu chọn là cầu thủ cốt lõi của đội. |
| 2021-8-27  | Teens Party in Summer              | 夏日少年派        | Khách bay tiết 6-8                                                              |
| 2023-7-1   | Hello, Saturday                    | 你好，星期六      |                                                                                 |
| 25-10-2023 | Divas Hit The Road                 | 花儿与少年·丝路季 |                                                                                 |

## Giải Thưởng
| Thời gian trao giải | Tên giải thưởng                                                | Kết quả giải thưởng |
| ------------------- | -------------------------------------------------------------- | ------------------- |
| 2023-12             | Diễn viên dự kiến thường niên tại Hội nghị Tầm nhìn Weibo 2023 | Đoạt giải           |
| 2023-12             | 2023 Tencent Video Starlight Awards Nghệ sĩ mới của năm        | Đoạt giải           |